# Фрагмент молекулы
Фрагмент молекулы (англ. moiety) — термин, используемый в органической химии для обозначения группы связанных атомов, встречающихся в нескольких молекулах и потому получивших собственное наименование.
Как правило, этот термин применяется для описания больших частей органических молекул и не должен использоваться для описания функциональных групп атомов, которые химически активны и реагируют аналогичным образом в разных молекулах. Иногда фрагмент молекулы может состоять из ещё более мелких фрагментов и функциональных групп.
Фрагмент, который служит ответвлением от основной цепи молекулы углеводорода, называется заместителем или боковой цепью. Как правило, он может быть удален из молекулы или заменен другими заместителями.

## Активный фрагмент молекулы
В фармакологии активный фрагмент является частью молекулы или ионом, который отвечает за физиологическое или фармакологическое действие лекарственного вещества. Неактивные части лекарственного вещества могут включать спиртовую или кислотную часть сложного эфира, катион или анион соли, части нековалентных соединений (таких как комплексные соединения, хелаты или клатраты). Индивидуальная молекула сама по себе может быть неактивным пролекарством и только после того, как активный фрагмент отделяется от неактивной части, становится способна оказывать фармакологическое воздействие.